# Диалог

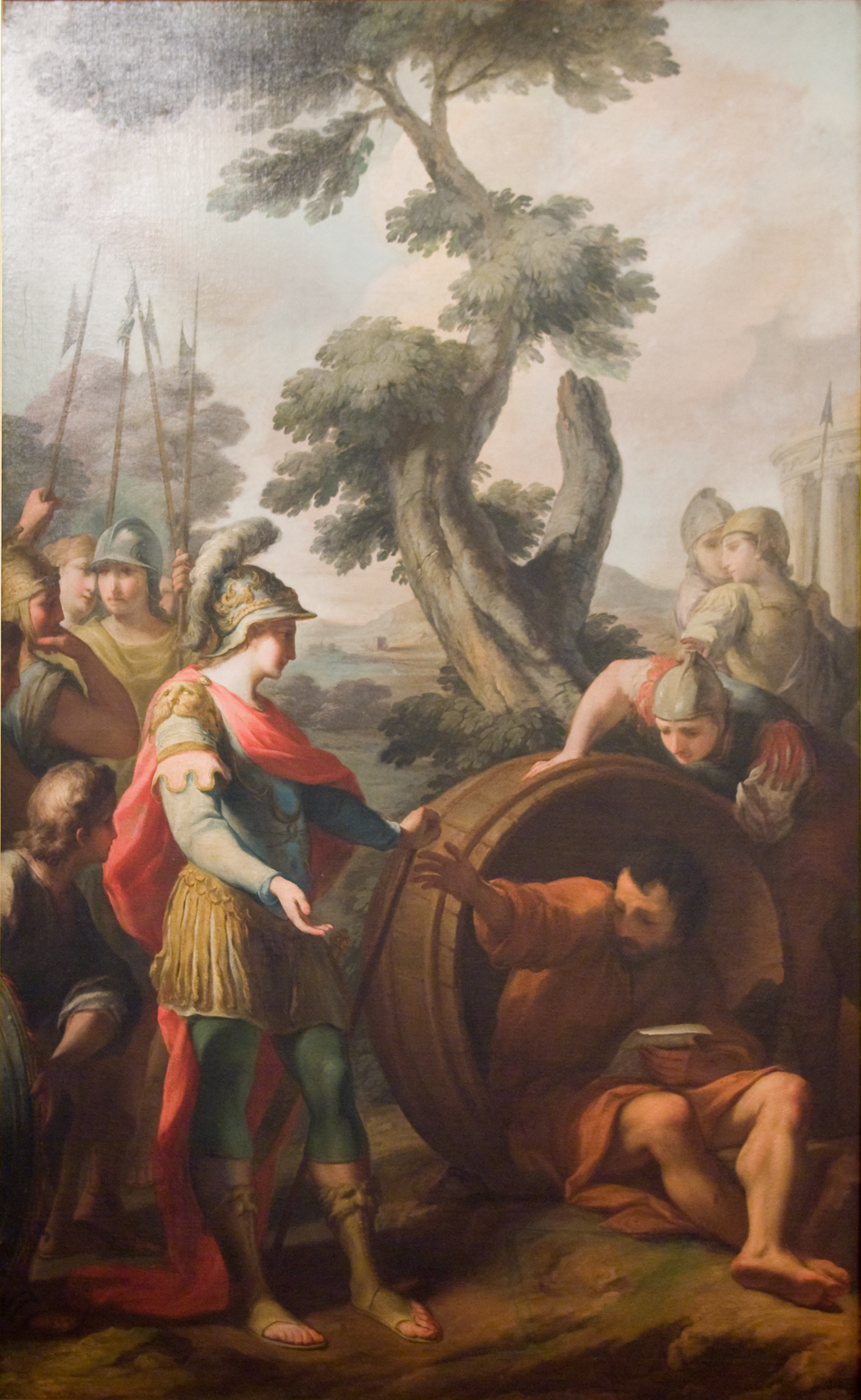
«Беседа Александра Македонского с Диогеном»

Диало́г (греч. Διάλογος — «разговор») — литературная или театральная форма устного или письменного обмена высказываниями (репликами, вопросами и ответами) между двумя людьми, также бывает письменный диалог между двумя или более людьми посредством написания текста в письмах или другими методами; специфическая форма общения и коммуникации, диалог — это вопросы и ответы двух и более оппонентов, участвующих в разговоре или обсуждении чего-либо. В литературе диалог — органический признак драматических жанров, но иногда является основой также и недраматических произведений, например, в русской поэзии «Разговор книгопродавца с поэтом» А. Пушкина, «Журналист, читатель и писатель» М. Лермонтова, и т. д., содержащие эстетическое и общественное кредо их авторов. Традиционно противопоставляется монологу.
Основные исторические основания диалога находятся в нарративе, философских и дидактических приёмах, обнаруживаемые в классической греческой и индийской литературе, в особенности в античной риторике, логике и софистике.
Помимо осуществления коммуникации диалог может быть использован в художественных целях (в литературе, кино), для передачи философских идей (например, диалоги Платона — «Федон», «Пир»), для обучения иностранному языку (как упражнение).
В XIX в., потеряв почти полностью соприкосновение со своей основой и поддержкой в риторике, понятие диалога появляется вновь, трансформируясь в работах критиков культуры, таких как Михаил Бахтин и Паулу Фрейре, богословов, таких как Мартин Бубер, а также, в сущности, смягчая борьбу с атомизацией и социальным отчуждением человека в массовом индустриальном обществе.
Согласно М. М. Бахтину, диалог в своём универсальном философском значении может быть понят как формат познания и существования, в котором постигается человек и его бытие.

## Культурная история диалога

### Как литературный и философский приём

#### Античность и средние века

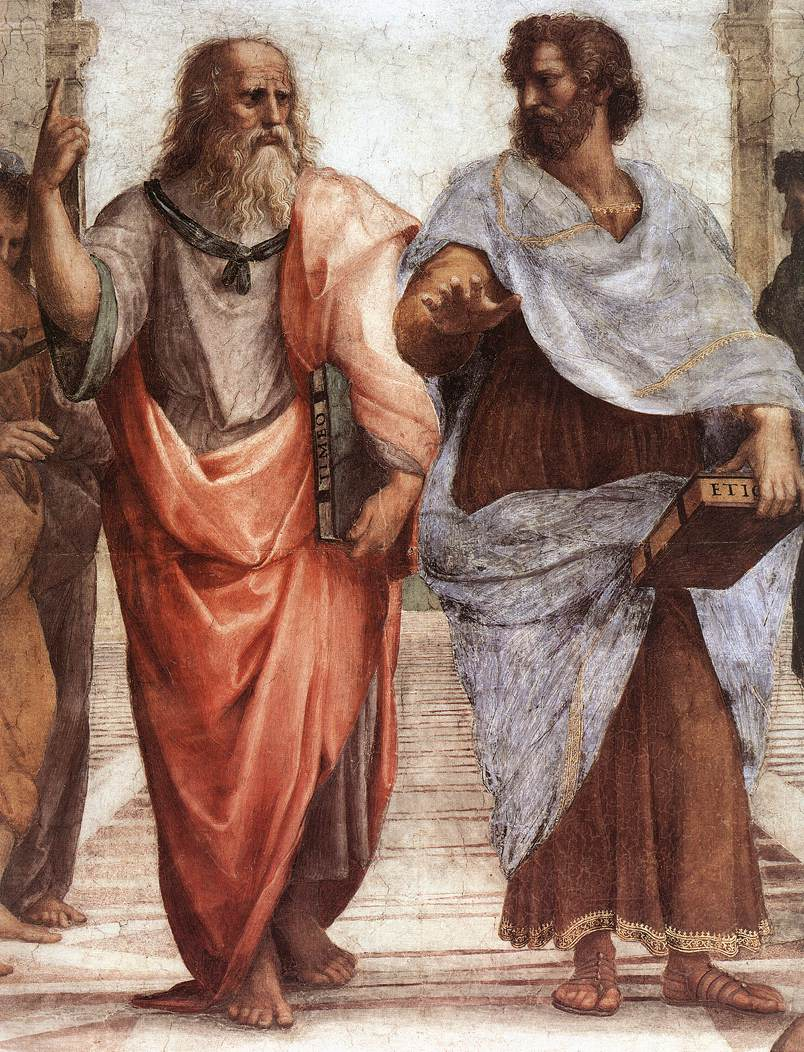
Платон и Аристотель на фреске Рафаэля «Афинская школа» (1511)

Диалог как жанр на Среднем востоке и в Азии восходит к диспутам шумеров, копии которых сохранились с начала II-го тысячелетия до н. э., а также в диалогических гимнах Ригведы и в Махабхарате.
Считается, что в Европе в систематическое использование диалога, как независимую литературную форму ввёл Платон: указывают на его ранние эксперименты с жанром в его работе Лахет. Диалог Платона (или по Платону), однако имеет свои основания в пантомиме (а именно в жанре — мим), которую сицилийские поэты Софрон и Эпихарм культивировали на половину столетия ранее. Эти работы, которыми восхищался и которым подражал Платон, не сохранились, но учёные[кто?] воображают и представляют их как сыгравших небольшую роль, обычно представляя только этих двух исполнителей. Мим Герод (автор мимиямбов) может дать нам некоторое представление о сфере, в которой они работали.
Платон ещё более упростил эту форму и свёл её к чисто аргументированному разговору, не затронув при этом забавный элемент — играющих персонажей. По всей видимости, он начал работать с этим жанром около 405 года до н. э. и к 400-му году он совершенствуется в диалоге, особенно в связи с Сократом, который, правда, уже умер к тому времени, но который считался мастером этого жанра. Все его философские сочинения, кроме Апологии, используют эту форму.
После Платона диалог стал основным литературным жанром в античности, в котором были написаны некоторые значимые работы на латинском и греческом языках. Так, вскоре после Платона Ксенофонт написал свою работу — Пир; а Аристотель написал несколько философских диалогов в стиле Платона, ни один из которых, к сожалению, не сохранился. После этого в большинстве эллинистических (философских) школ появились свои собственные диалоги. Цицерон написал несколько очень важных диалогов, среди которых — Оратор, Республика, а также работу, которая была утеряна — Гортензия (последняя цитируется Августином как работа, которая привила ему пожизненную любовь к философии).
Во втором веке нашей эры Лукиан из Самосаты достиг блестящих успехов в своих иронических диалогах О богах, О смерти, О любви и О куртизанках. В некоторых из них он нападает на суеверия и философские ошибки со всей резкостью своего остроумия; в других он просто рисует сцены современной ему жизни. Работа Диалог с евреем, христианином и философом, датированная примерно началом XII столетия н. э., но позднее под влиянием сочинений Бонавентуры и Фомы Аквинского, и в целом схоластической традиции приняла более формальный и краткий жанр суммы (например, трактаты Сумма теологии и Сумма против язычников Фомы Аквинского), который в значительной мере заменил диалог, как философский формат (жанр).

#### От Нового времени до современности
Такие два французских высокопросвещённых писателя, как Фонтенелль (1683) и Фенелон (1712) заимствовали название наиболее значимой коллекции Лукиана Dialogues des morts (Диалоги мёртвых). В то же время в 1688 году, французский философ Мальбранш опубликовал свои Диалоги о метафизике и религии, тем самым способствуя возрождению жанра диалога в философских кругах. В английской не драматургической литературе диалог не получил широкого распространения до тех пор, пока Беркли не использовал его в 1713 году в своём трактате «Три диалога между Гиласом и Филонусом». Воображаемые разговоры Лэндора (1821—1828) являются наиболее известным английским примером диалога в XIX веке, хотя диалоги сэра Артура Хэлпса также привлекали к себе внимание и были популярными.
В Германии Виланд использовал эту форму для нескольких важных сатирических произведений, опубликованных между 1780 и 1799 гг. В испанской литературе известны Диалоги Вальдеса (1528) и Диалоги о живописи (1633), написанные Винченцо Кардуччи. Итальянские писатели коллекционировали (собирали) диалоги, следуя модели Платона, в частности, следует говорить о Торквато Тассо (1586), Галилее (1632), Галиани (1770), Леопарди (1825) и множестве других.
Совсем недавно французы вернулись к исходному применению диалога. Выдумки Жип, Анри Лаведан и других, которые остроумно и злонамеренно рассказывали светские анекдоты в разговоре, вероятно, являют собой близкий аналог к утерянным мимам ранних поэтов Сицилии. Такой вид диалога также появился в английской литературе, например у Энсти Гатри, но эти диалоги, похоже, оказались менее популярными, в частности среди англичан, чем написанные французскими авторами.
Платонический диалог, как отдельный жанр, в котором проявились особенности Сократа как говорящего с одним или с несколькими собеседниками и обсуждался некий философский вопрос, возродился в некоторых литературных опытах в XX веке. В частности, среди недавно использовавших его авторов могут быть названы Джорджа Сантаяны, написавший свою выдающеюся работу Диалоги в Лимбо (1926, 2-е изд — 1948 года; эта работа также включает в себя таких исторических персонажей, как Алкивиад, Аристипп, Авиценна, Демокрит, и Дионисий Младший в качестве докладчиков), и Айрис Мёрдок, которая включила не только Сократа и Алкивиада как собеседников в свою работу Акаста: два платонических диалога (Acastos: Two Platonic Dialogues) (1986), но также с особенности самого молодого Платона.
Философские диалоги, с Сократом и без него, как персонажем, по-прежнему используется от случая к случаю философами при попытках писать привлекательные и философские литературные произведения, попытках схватить тонкие нюансы и живой обмен в дискурсе в том виде, в каком они действительно имеют место в интеллектуальном разговоре.
Сравните: Несценическая, книжная драма.

### Как теологический и социальный приём (инструмент)
Мартин Бубер придал диалогу ключевую позицию в своей теологии. В своей наиболее влиятельной работе, озаглавленной I and Thou (Я и Ты), он заботливо выращивает и продвигает сквозь всю работу диалог, но не как целенаправленную попытку сделать выводы или просто выразить точку зрения, но как необходимейшее условие подлинных отношений между человеком и человеком, человеком и Богом. Его озабоченность глубинной природой подлинного диалога привела к так называемой философии диалога.
Второй Ватиканский собор сделал основной акцент на диалоге с миром. Большинство документов Собора включали различные виды диалога: диалог с другими религиями (Nostra Ætate), диалог с другими христианами (Unitatis Redintegratio), диалог с современным обществом (Gaudium et Spes), и диалог с политической властью (Dignitatis Humanae).
Физик Дэвид Бом породил родственную диалогу форму, так называемый Бомовский диалог, при которой группа людей разговаривают вместе для того, чтобы исследовать предпосылки своего мышления, осмысления, коммуникации и социальных последствий. Эта группа состоит из 10—30 человек, которые регулярно собираются вместе на несколько часов или дней подряд. Участники диалога соглашаются отставить на это время свои тактики, которые они обычно используют для убеждения, и, вместо этого, говорить из своего собственного опыта по обсуждаемой теме, который возникает во время импровизации на месте. Люди формируют свои диалогические группы, которые обычно являются бесплатными. Существует международный сервер с онлайн-списком диалогических групп, которому способствует Дон Фактор, соавтор работы, названной «Диалог — Предложение» с Дэвидом Бомом и Питером Гарреттом.
Русский философ и семиотик Михаил Михайлович Бахтин теорией диалога подчёркивал власть дискурса, углубляющего понимание множества перспектив и точек зрения и создание бесчисленного множества возможностей. Бахтин считал, что всё живое взаимосвязано, и поэтому диалог создаёт новое понимание для ситуаций, которые требуют изменения. В своих значимых работах Бахтин выстроил лингвистически-философскую методологию определения диалога, его природы и значения:
Диалогические отношения имеют специфическую природу: они не могут быть редуцированы ни до чисто логических (даже если это диалектические), ни до лингвистических (композиционно-синтаксических) отношений. Они возможны только между завершёнными высказываниями различающихся говорящих субъектов… Там где нет слов и нет языка, не может быть никаких диалогических отношений; они не могут существовать среди объектов и логических величин (понятий, суждений и т. д.). Диалогические отношения предполагают язык, но они не живут в системе языка. Они невозможны между элементами языка.
Согласно А. Ф. Копьеву, у М. М. Бахтина можно выделить два взаимосвязанных значения понятия диалог: первое более общее, состоит в том, что диалог — это некоторая общечеловеческая реальность, условие формирования сознания человека и второе более узкое значение: диалог как событие общения человека.
Бразильский педагог Паулу Фрейре, известный вкладом в развитие народного образования, развивал теорию диалога как метода педагогики. Фрейре отмечал, что ведение диалоговой коммуникации в среде, характеризующейся уважением и равенством, позволяет учащимся и учителям учиться друг у друга. Великий защитник угнетённых людей, Фрейре применял на практике принцип диалога, который выявляет и связывает ценности людей. Педагогика диалога ориентирована на более глубокое понимание, на разработку неких позитивных изменений в мире.
Сегодня принцип диалога используется в школах, общественных центрах, корпорациях, федеральных агентствах, а также другие социальных образованиях и институтах, позволяя людям, как правило, в небольших группах, делиться своим видением и опытом относительно сложных вопросов и проблем. Диалогический подход используется для того, чтобы помочь людям решать давние конфликты и выстраивать более глубокое понимание спорных вопросов. Диалог — это не судейство, не взвешивание и принятие решений, а понимание и обучение. Диалог опровергает стереотипы, создает доверие и позволяет людям быть открытыми к перспективам, которые сильно отличаются от их собственных.
В последние 2—3 десятилетия по всему миру развиваются быстрорастущие движения в поддержку диалога. Так, например, в Америке появилась Национальная коалиция за диалог и обсуждение. Появляются группы и организации (например, Worldwide Marriage Encounter; Retrouvaille), помогающие людям, находящимся в браке, гармонизировать свои отношения через обучение диалогическому методу, который помогает людям в паре узнать больше друг о друге без «угрожающих поз».
Диалог — это деликатный процесс. Множество препятствий тормозит диалог и способствует конфронтации, такой, как дискуссия и дебаты. Общими препятствиями являются страх, показ или осуществление власти, недоверие; внешние влияния, отвлечения и плохие условия коммуникации могут препятствовать любому развитию диалога.
Диалог взрослого с дошкольниками и младшими школьниками при условии понимания взрослым ребёнка может быть средством формирования у детей социальных компетенций.

#### Равноправный диалог
Равноправный диалог — это одна из его форм, которая происходит, когда различные участники диалога рассматриваются скорее с точки зрения справедливости (обоснованности, вескости) их аргументов, их содержания, чем с точки зрения оценки мощности и власти тех позиций, которые они занимают, и которые их защищают.

#### Структурированный диалог
Структурированный диалог представляет собой вид диалогических практик, разработанных как средство ориентации, направления диалогического дискурса к проблеме понимания и согласования действия. Большинство традиционных диалогических практик не структурированы или частично структурированы и потому недостаточно помогают в выяснении различных перспектив и точек зрения в проблемной области. Дисциплинированная, организованная форма диалога, в которой участники соглашаются следовать определённой структуре, организации, или содействию, упрощению, позволяет группам решать сложные проблемы и разделять между участниками результаты того общего решения.
Алеко Христакис (представитель структурированного диалогического дизайна) и Джон Н. Варфилд (представитель т. н. Науки обобщенного дизайна) были разработчиками новой школы диалога — Интерактивного менеджмента. Основанием для привлечения структурированного диалога является анализ демократической формы диалога, осуществляемый снизу вверх. Оно свидетельствует о том, что диалог должен быть структурирован, что позволит ему обеспечить достаточное разнообразие заинтересованных сторон и, как следствие, представит проблему системно. Это также позволит сбалансировать голоса заинтересованных сторон и участников в ходе диалогического процесса.
В настоящее время структурированный диалог как метод используется командами, содействующими миротворчеству по всему миру (например, проект Диалог гражданского общества на Кипре, проект Действие за пределами границ (Act Beyond Borders) на Среднем Востоке),, глобальному развитию коренных общин, формулированию государственных и социальных политик некоторых государств, стратегическому управлению, здравоохранению, а также в других областях.

## Диалог из вопросов
Изредка в литературных и других произведениях встречаются диалоги персонажей, состоящие только из вопросов, причём вопросы одного собеседника являются одновременно и ответами на вопросы другого собеседника:

— Горянка, зачем ты блуждаешь так поздно в горах?

— О милый, но кто же пойдёт для меня за водою?

— Горянка, зачем ты ведёшь незнакомца впотьмах?

— О милый, но это не есть ли кувшин за спиною?

— Горянка, зачем ты всегда в поцелуйных следах?

— О милый, но как же я пятна родимые смою?

— Горянка, зачем ты с извечной тоскою в глазах?

— О милый, но разве не ты их наполнил тоскою?
— Айдын Ханмагомедов

## Правила беседы в практической сфере
Некоторые организации определяют правила ведения рабочих разговоров между сотрудниками, переговоров с клиентами и с другими лицами.
Так, основными принципами ведения связи с экипажем пилотируемого космического аппарата являются: говорить чётко, ясно, не слишком быстро и с постоянной громкостью; переговоры должны быть краткими и технически грамотными; говорящим следует использовать нормативное произношение и избегать дискурсивных частиц. Составленные рекомендации базируются на приказе Минтранса от 2012 года о порядке осуществления радиосвязи в воздушном пространстве России